# Hipogryf

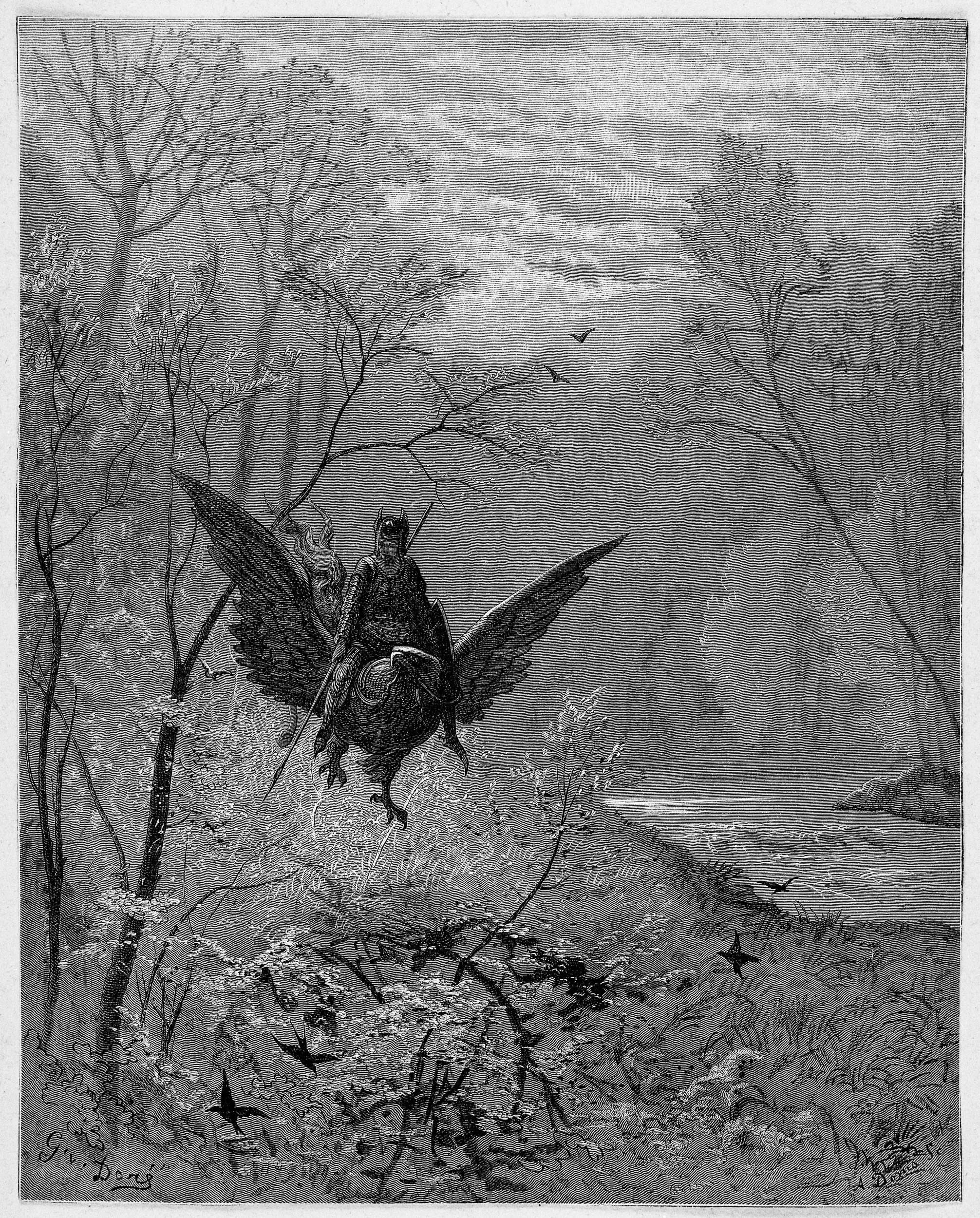
Hipogryf – ilustracja Gustawa Doré do Orlanda szalonego

Hipogryf – stworzenie fantastyczne, będące połączeniem gryfa (pół orła, pół lwa; przednia część, czasem tylko skrzydła i głowa) i klaczy konia (tylna część). 
Wczesny opis hipogryfa znajduje się w poemacie Orland szalony Ludovika Ariosta. 
Współcześnie hipogryfy pojawiają się w twórczości fantasy, m.in. w Opowieściach z Narnii, książkach i filmach o Harrym Potterze. Wykorzystywane są też w grach komputerowych, m.in. Warcraft III oraz fabularnych, np. w Dungeons & Dragons i Warhammer.

## Wygląd
Hipogryf ma głowę olbrzymiego orła z ostrym, długim dziobem o potężnej sile, opierzoną szyję, a tuż nad łopatkami wyrastają mu skrzydła. Przednie nogi także są opierzone, a zamiast kopyt ma długie pazury. Mniej więcej w połowie grzbietu pióra przechodzą w błyszczącą sierść i reszta ciała jest zdecydowanie końska. Zad ma (według zapisów starożytnych) prostokątny kształt, a tylne nogi są mocno umięśnione. 

## Znane hipogryfy
- Hardodziob – hipogryf, który pojawił się w trzeciej części Harry’ego Pottera
- Silver Stream - hipogryf z My Little Pony (sezon 8 i 9)